# Dead Women in Lingerie
Dead Women in Lingerie es una película estadounidense de suspenso y crimen de 1991, dirigida por Erica Fox, que a su vez la escribió junto a John Romo, musicalizada por Ciro Hurtado, en la fotografía estuvo John Newby y los protagonistas son John Romo, Maura Tierney y June Lockhart, entre otros. El filme fue producido por Seagate Films y se estrenó el 1 de noviembre de 1991.

## Sinopsis
Se contrata a un investigador privado para capturar a un homicida en serie, el cual mata a las trabajadoras textiles que vienen de otros países.